# Firmenbestattung
Als Firmenbestattung bezeichnet man bestimmte Maßnahmen zur Liquidation (Auflösung) von Unternehmen mit Insolvenzmerkmalen. Die Unternehmen firmieren zumeist als Kapitalgesellschaften (juristische Personen), insbesondere als Gesellschaft mit beschränkter Haftung (GmbH) oder Aktiengesellschaft (AG).
Dieses Verfahren wird in aller Regel von gewerblichen Firmenbestattern im Auftrag des betroffenen Unternehmers durchgeführt. Zunächst wird die Gesellschaft an den Abwickler für einen symbolischen Kaufpreis veräußert und ein neuer Geschäftsführer oder Vorstand berufen. Der Zweck besteht darin, die Insolvenzantragspflicht auf die neue Leitung der Gesellschaft (Geschäftsführer/Vorstandsvorsitzender) zu verschieben. Zumeist wird gleichzeitig der Sitz der Gesellschaft verlegt, um ein späteres Insolvenzverfahren in die Zuständigkeit eines anderen Insolvenzgerichtes, ggf. in ein anderes Bundesland zu bringen. Damit soll erreicht werden, dass der ehemalige Geschäftsführer/Vorstand in seiner Region nicht mit den Folgen des Insolvenzverfahrens konfrontiert wird.
Die Durchführung des Insolvenzverfahrens ist in der Regel für den betroffenen Geschäftsführer oder Vorstand mit erheblichen beruflichen und privaten Konsequenzen verbunden. Die Insolvenzantragsstellung, die Abgabe der Vermögensauskunft und die Eintragung in das öffentliche Schuldnerverzeichnis haben für den betroffenen Geschäftsführer und Vorstand zur Folge, dass dieses negativ in den Wirtschaftsauskunfteien gespeichert wird. Dadurch ist der betroffene Geschäftsführer/Vorstand mit einem Makel behaftet, der ihn kreditunwürdig machen kann und somit einen selbständigen Neuanfang erheblich erschweren würde. Dazu kommen die Veröffentlichungen in den Regionalzeitungen in der Rubrik Insolvenzbekanntmachungen.
Diese Art der Firmenliquidation wird oft von Firmen verwendet, auf die in der Zukunft möglicherweise Gewährleistungsansprüche zukommen können, z. B. Ansprüche aus der 5-jährigen Gewährleistungspflicht bei Bauträgerfirmen.

## Legale Firmenbestattung
Sofern die „gewerbliche Firmenbestattung“ (Abwicklungsverkauf) nur dem Zweck dient, das Insolvenzverfahren mit einem neuen Geschäftsführer/Vorstand (und unter bestimmten Voraussetzungen) an einen anderen Gerichtsort zu führen und dabei die gesetzlichen Vorschriften (insbesondere die Insolvenzantragspflicht) eingehalten werden, ist diese Vorgehensweise rechtlich „nicht zu beanstanden“ (Oberlandesgericht Karlsruhe vom 30. Mai 2005, Az. 15 AR 8/05).

## Illegale Firmenbestattung
Bei derartigen strafrechtlich zu beanstandenden Praktiken ist der neue Geschäftsführer/Vorstand in der Regel nur ein „Strohmann“ und nicht in der Lage, die Geschäfte der Gesellschaft ordnungsgemäß zu führen. Nicht selten ist er im Ausland ansässig und somit überhaupt nicht in der Lage, ein Insolvenzverfahren praktisch abzuwickeln. Die Insolvenzantragspflichten werden nicht eingehalten (Folge: Insolvenzverschleppung). Die Sitzverlegung erfolgt nur zum Schein (Briefkastenanschrift/nicht existenter Ort). Dadurch sollen die Gläubiger der Gesellschaft ins Leere laufen und zermürbt werden.
Alles, was noch von Wert ist, wird veräußert und die Einnahmen werden unterschlagen und nicht versteuert.
Geschäftsunterlagen, die nachweisen würden, dass sich der bisherige Geschäftsführer Insolvenzstraftaten schuldig gemacht hat, werden vernichtet. So können Betrügereien und Unregelmäßigkeiten des Altgeschäftsführers vertuscht werden, zum Beispiel Bankrott durch unterlassene Bilanzerstellung oder Verletzung von Buchführungspflichten sowie Insolvenzverschleppung (unterlassene Insolvenzantragstellung).
Die Vorgehensweise krimineller Firmenbestatter führt zu erheblichen Problemen für die Gläubiger der Gesellschaft. Beantragen sie die Eröffnung des Insolvenzverfahrens, werden sie dies unter der ihnen bekannten ehemaligen Anschrift tun. Wegen der Verlegung des Sitzes ist das angerufene Insolvenzgericht aber nicht mehr zuständig. Die Klärung der Zuständigkeiten kann die Einleitung eines Insolvenzverfahrens verzögern.
Wenn das Vorgehen auf Beweisvereitelung und Benachteiligung der Gläubiger ausgerichtet ist, wird es auch als sittenwidrig beurteilt. In diesem Fall kann die strafrechtliche Verantwortung des Altgeschäftsführers über die Zeit seiner formellen Geschäftsführung hinausgehen. Die kriminelle Vorgehensweise begründet Schadensersatzansprüche auch gegen den „Altgeschäftsführer“ und ermöglicht die zivilrechtliche Durchgriffshaftung in das Privatvermögen.
Gewerblich tätige „Firmenbestatter“ übernehmen im Zusammenwirken mit dem (Alt-)Gesellschafter die Aufgabe, die nötigen rechtsgeschäftlichen Erklärungen vorzubereiten, einen geeigneten Scheingeschäftsführer zu engagieren und das noch vorhandene Vermögen zu Gunsten des Altgesellschafters und zur Deckung der eigenen „Honorare“ zu verwerten.
Dient eine Unternehmensübernahme dem Zweck, vor der Erklärung der Insolvenz noch Mittel aus dem Unternehmen abzuziehen, wird dies insbesondere in der Schweiz als Konkursreiterei bezeichnet.